# 杜少
杜少（?—?），西汉楚地（治今湖南湖北）人，汉武帝农民起义领袖。
汉武帝末年战争频繁，赋税徭役沉重，社会矛盾激化，农民纷起反抗。天汉年间，杜少与段中领导农民起义，进攻官府，杀二千石官员。与此同时，南阳的梅免、百政，山东的徐勃，燕赵之间的坚卢、范主纷纷响应。汉武帝派暴胜之、范昆等人率兵镇压。起义军败而复起，散而复聚，官府不能制。汉武帝作沈命法，严督官吏追捕，不力者诛死。